# Monte Perdedu
Il monte Perdedu è un Monte che si trova in Sardegna, nella zona di confine tra i comuni di Seulo e  Seui.
La Cima è situata nel territorio amministrativo di Seulo. Con i suoi 1.334 m s.l.m.. è anche il più elevato fra i monti della Barbagia Di Seulo.